# Easy Star All-Stars
Easy Star All-Stars è un gruppo di artisti reggae riuniti presso la comune etichetta discografica Easy Star Records, con sede a New York.
Sono noti principalmente per aver pubblicato album tributo di famosi dischi rock, riletti in chiave reggae/dub: Dub Side of the Moon, pubblicato nel 2003, tributo a The Dark Side of the Moon dei Pink Floyd, e Radiodread, pubblicato nel 2006, cover di OK Computer dei Radiohead. Hanno al loro attivo anche un disco di materiale originale, Until that Day, uscito nel 2008.
Nall'aprile 2009 è stato pubblicato un quarto disco,  intitolato Easy Star's Lonely Hearts Dub Band, rilettura questa volta di Sgt. Pepper's Lonely Hearts Club Band dei Beatles.
Nel 2010 hanno pubblicato un album di remix, Dubber Side of the Moon, secondo album tributo di Dark Side of the Moon dei Pink Floyd, dopo il primo Dub Side of the Moon.
Nel 2012 a un anno di distanza dal loro secondo EP First Light è stato pubblicato Easy Star's Thrillah, rivisitazione di Thriller di Michael Jackson.

## Formazione

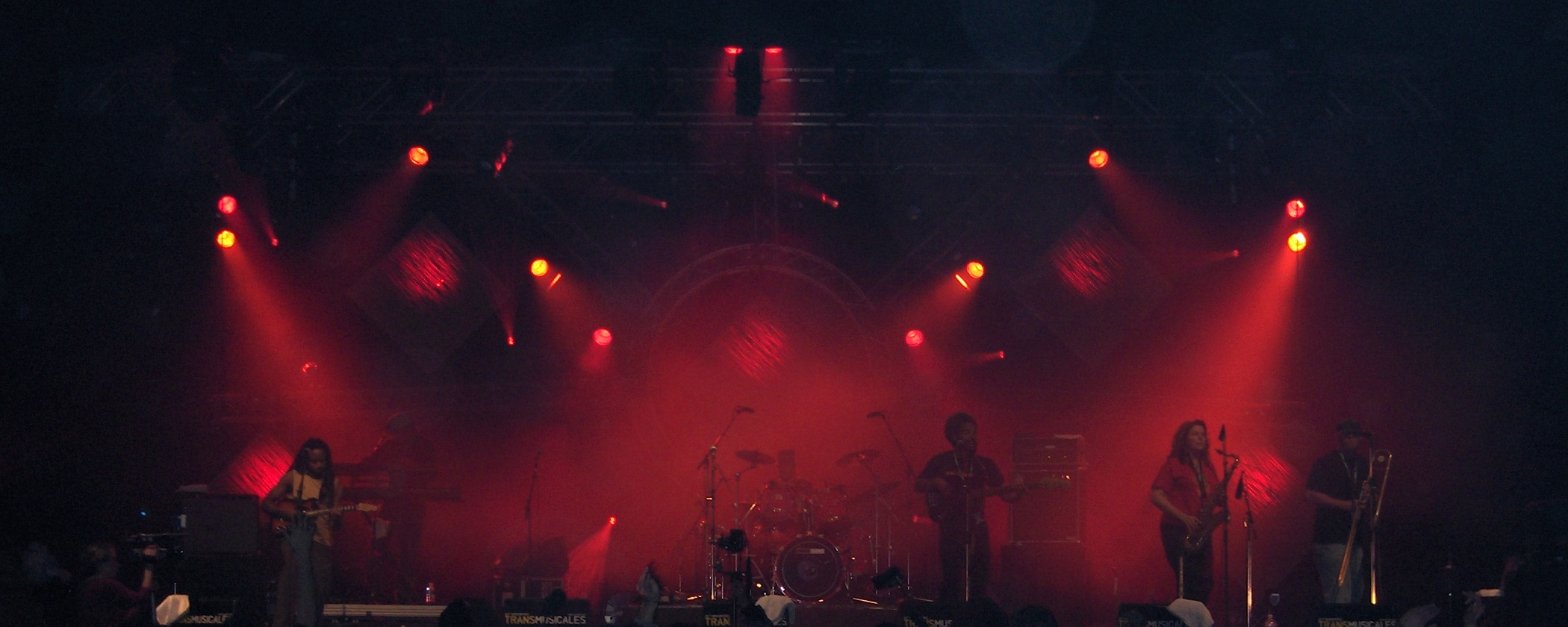
Gli Easy Star All-Stars in un concerto al festival Transmusicales a Rennes

- Michael Goldwasser
- Victor Axelrod
- Patrick Dougher
- Victor Rice

## Discografia

### Album
- 2003 - Dub Side of the Moon
- 2006 - Radiodread
- 2009 - Easy Star's Lonely Hearts Dub Band
- 2010 - Dubber Side of the Moon
- 2012 - Easy Star's Thrillah

### EP
- 2008 - Until that Day
- 2011 - First Light

### Raccolte
- 2014 - Dub Side of the Moon (Special Anniversary Edition)